# Łucka
Łucka is een plaats in het Poolse district  Lubartowski, woiwodschap Lublin. De plaats maakt deel uit van de gemeente Lubartów en telt 1700 inwoners.